# کدهای بی‌سی‌اچ
در نظریه کدگذاری، کدهای بی‌سی‌اچ یا رمزهای باووس–چاندرا–هاوکنگهم دسته‌ای از کدهای تصحیح خطای چرخشی را تشکیل می‌دهند که با استفاده از چند جمله‌ای در یک میدان محدود ساخته می‌شوند. کدهای بی.سی.اچ در سال 1959 توسط ریاضیدان فرانسوی الکسیس هاوکنگهم و به طور مستقل در سال ۱۹۶۰ توسط راج چاندرا باووس اختراع شد. نام بی.سی.اچ از حروف اول نام خانوادگی مخترعین ناشی می‌شود.
یکی از ویژگی‌های کلیدی کدهای بی‌سی‌اچ این است که در حین طراحی کد، کنترل دقیقی روی تعداد خطاهای قابل تصحیح توسط کد وجود دارد. به طور خاص، می‌توان کدهای BCH باینری طراحی کرد که بتواند خطاهای چند بیتی را تصحیح کند. مزیت دیگر کدهای بی.سی.اچ سهولت کدگشایی آنهاست که طراحی کدگشا برای این کدها را با استفاده از سخت افزار الکترونیکی کم مصرف، ساده می‌کند.